# Акбаш, Ситаре
Макбуле́ Ситаре́ Акба́ш (тур. Makbule Sitare Akbaş; род. 6 октября 1988, Стамбул) — турецкая актриса

 кино и телевидения.

## Биография и карьера
Макбуле Ситаре Акбаш родилась 6 октября 1988 года в Стамбуле (Турция). Она окончила театральный факультет Государственной консерватории Стамбульского университета.
Акбаш дебютировала на телевидении в 2004 году, сыграв роль Айше в телесериале «Пятое измерение». С 2008 по 2011 год она играла роль Зейнеп Эрдоган в телесериале «Остановка „Акация“». В 2009 году сыграла роль Делал в фильме «Ничего не стоит». С 2020 по 2021 год Акбаш играла роль Фигян Йылдырым в телесериале «Постучись в мою дверь». В 2021 году она сыграла роль Дильбер в телесериале «Рамо».

## Фильмография
| Год       |     | Русское название                | Оригинальное название   | Роль                  |
| --------- | --- | ------------------------------- | ----------------------- | --------------------- |
| 2004      | с   | Пятое измерение                 | Beşinci Boyut           | Айше                  |
| 2007      | с   | Простите меня                   | Hakkını Helal Et        | Эсма                  |
| 2007      | с   | Отдай мне душу                  | Vazgeç Gönlüm           |                       |
| 2008—2011 | с   | Остановка «Акация»              | Akasya Durağı           | Зейнеп Эрдоган        |
| 2009      | ф   | Ничего не стоит                 | İncir Çekirdeği         | Делал                 |
| 2011      | с   | В чём вина Фатмагюль?           | Fatmagül'ün Suçu Ne?    | Озге                  |
| 2012      | ф   | Ферахфеза                       | Ferahfeza               | Эда                   |
| 2012—2014 | с   | Госпожа Дила                    | Dila Hanım              | Ясемин                |
| 2014      | ф   | Без меня                        | Bensiz                  | Илайда                |
| 2014      | с   | Ответственность                 | Emanet                  | Асие                  |
| 2014      | кор | Образ жизни                     | Hayat Tarzı             | Дилара                |
| 2014      | с   | С незапамятных времён до Урфалы | Urfalıyam Ezelden       | Кевсер                |
| 2015      | ф   | Ада                             | Ada                     | Ада                   |
| 2015      | с   | Матери и мамы                   | Analar ve Anneler       | Айсель                |
| 2016      | с   | Улицы Стамбула                  | İstanbul Sokakları      | Иффет                 |
| 2017      | кор | Одна завтра                     | Alone Tomorrow          | Сибель                |
| 2020      | ф   | Я — море                        | Ben Bir Denizim         | Нисан                 |
| 2020—2021 | с   | Постучись в мою дверь           | Sen Çal Kapımı          | Фигян Йылдырым «Фифи» |
| 2021      | с   | Рамо                            | Ramo                    | Дильбер               |
| 2021      | кор | Проход                          | Pasaj                   | Элиф                  |
| 2021      | с   | Красная комната                 | Kırmızı Oda             | Саре                  |
| 2021      | кор | Туннель                         | Tunnel                  |                       |
| 2023      | ф   | Зюбейде: Матери и сыновья       | Zübeyde: Analar Oğullar | госпожа Макбуле       |
| 2023      | с   | Красные бутоны роз              | Kızıl Goncalar          | Биргюль               |

## Награды
| Год  | Название                                     | Категория                   | Фильм   | Итоги      |
| ---- | -------------------------------------------- | --------------------------- | ------- | ---------- |
| 2020 | Кинофестиваль «Золотой кокон» в Адане        | Лучшая актриса              | Я море  | Победитель |
| 2022 | Международная кинопремия «Актриса Вселенная» | Лучшая актриса в фантастике | Туннель | Победитель |